# Defender-Europe 21

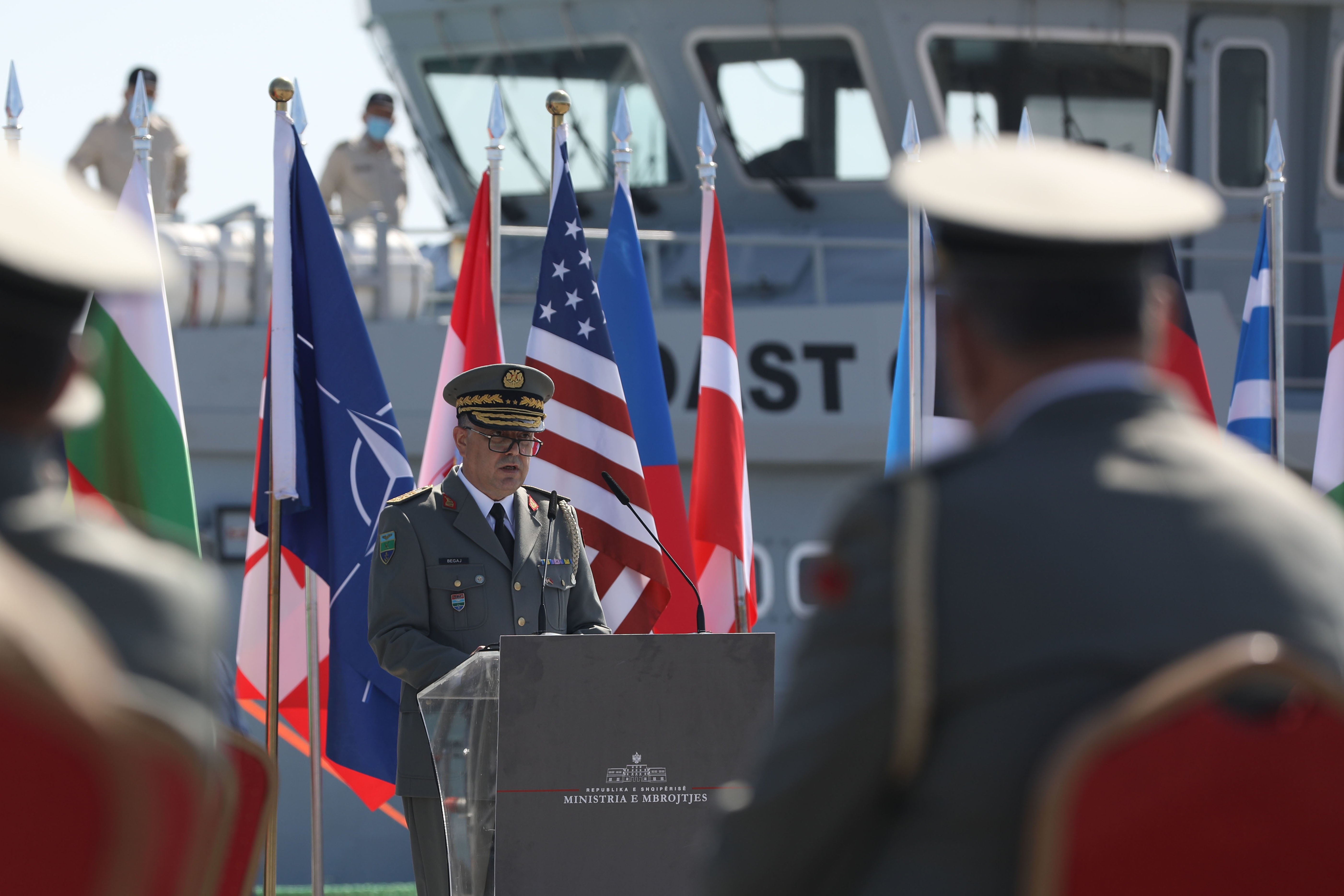
Bajram Begaj, Oberbefehlshaber der Albanischen Streitkräfte, bei der Eröffnungszeremonie im Hafen Durrës am 4. Mai 2021

Defender-Europe 21 war eine multinationale, mehrphasige Militärübung aus der Manöverserie Defender Europe der NATO.
Die Übung begann Mitte März 2021 und dauerte bis Juni 2021. Es gab Übungen in mehr als 30 Gebieten in Estland, Bulgarien, Rumänien, Kosovo und anderen Ländern. In Albanien fand die erste Joint Logistics Over-the-Shore-Operation in Europa der United States Army seit dem Zweiten Weltkrieg statt.
Für die Truppentransporte durch sein Staatsgebiet erteilte Österreich die Genehmigung.